# Międzynarodowy Arbitraż Handlowy
Międzynarodowy arbitraż handlowy – przedmiot konwencji międzynarodowych traktujący o rozjemstwie w sporach o interpretacje kontraktu zawartego przez osoby fizyczne lub prawne dwu lub kilku różnych państw.

## Klauzule arbitrażowe
Z inicjatywy Ligi Narodów 24 września 1923 r. w Genewie został podpisany protokół o klauzulach arbitrażowych, które umawiające się strony mogą włączać do swych kontraktów pod warunkiem, że prawodawstwo państw macierzystych uznaje te kontrakty za zobowiązania handlowe. Polska przystąpiła do międzynarodowego arbitrażu handlowego 26 lipca 1931 r.
Uczestnicy: Albania, Austria, Belgia, Brazylia, Cejlon, Czechosłowacja, Dania, Finlandia, Francja, Grecja, Hiszpania, Holandia, Honduras Brytyjski, Indie, Irlandia, Izrael, Japonia, Jugosławia, Luksemburg, Monako, Norwegia, Pakistan, Polska, Portugalia, Rodezja Południowa, Rumunia, Szwajcaria, Szwecja, Surinam, Tanganika, Urugwaj, Wielka Brytania, Włochy.

## Po II wojnie światowej
Po II wojnie światowej z inicjatywy ECOSOC międzynarodowy arbitraż handlowy był przedmiotem Konferencji Narodów Zjednoczonych w Nowym Jorku w 1958 r. (Un Conference on International Commercial Arbitrament), która opracowała dwie konwencje o międzynarodowym arbitrażu handlowym.

### Konwencja o uznawaniu i wykonywaniu zagranicznych orzeczeń arbitrażowych
Konwencja o uznawaniu i wykonywaniu zagranicznych orzeczeń arbitrażowych podpisana została 10 czerwca 1958 r. w Nowym Jorku. Polska przystąpiła do tej konwencji 1 stycznia 1962 r.
Uczestnicy: Australia, Austria, Białoruś, Belgia, Benin, Botswana, Bułgaria, Chile, Cejlon, Czechosłowacja, Dania. Ekwador. Filipiny. Finlandia. Francja. Holandia. Indie. Izrael. Japonia. Kambodża. Maroko. Niger. Norwegia. NRD. NRF. Polska. Republika Malgaska. Republika Środkowoafrykańska. Rumunia. Sri Lanka. Syjam. Szwecja. Tanganika. Tanzania. Trynidad i Tobago. Tunezja, Ukraińska SRR. Węgry. ZRA. ZSRR.

### Konwencja Europejska
Konwencja o międzynarodowym arbitrażu handlowym, podpisana 21 kwietnia 1961 r. w Genewie, zwana Europejską, weszła w życie 7 stycznia 1964 r.
Konwencja ma zastosowanie „do umów o arbitraż, zawieranych w celu rozstrzygania sporów wynikających przy dokonywaniu transakcji handlu międzynarodowego między osobami tak fizycznymi, jak i prawnymi, które w chwili zawierania takich umów mają stałe miejsce zamieszkania bądź swoją siedzibę w różnych umawiających się państwach” oraz do procesów i orzeczeń arbitrażowych opartych na umowach określonych szczegółowo tą konwencją. „Dla rozpoznania sporów ... cudzoziemcy mogą być wyznaczeni na arbitrów”.
Uczestnicy: Austria, Belgia, Białoruś, Bułgaria, Czechosłowacja, Dania, Finlandia, Francja, Holandia, Hiszpania, Jugosławia, Luksemburg, NRD, NRF, Polska, Rumunia, Szwajcaria, Szwecja, Turcja, Ukraina, Węgry, Włochy, ZSRR.

## Komitet Specjalny
Powołany na podstawie konwencji Komitet Specjalny ma za zadanie wyznaczyć, w odpowiedzi na prośbę stron, jednego arbitra lub kolegium arbitrażowe oraz oznaczyć miejsce i reguły arbitrażu handlowego. Załącznik do konwencji ustala skład i tryb działania Komitetu, wybieranego przez komitety narodowe Międzynarodowej Izby Handlowej. Wyniki wyborów podawane są do wiadomości Sekretarza Generalnego ONZ.
Uczestnicy: Austria, Białoruś, Bułgaria, Czechosłowacja, Jugosławia, NRD, Polska, Rumunia, Ukraińska SRR, Węgry, ZSRR.

## Arbitraż handlowy
Z inicjatywy ONZ internacjonalizacji arbitrażu handlowego mają służyć odbywające się co 4 lata od 1962 r. międzynarodowe kongresy arbitrażu handlowego (IV odbył się 1973 r. w Moskwie). W ramach regionalnych integracji gospodarczych wystąpiły równocześnie tendencje powołania do życia regionalnych międzynarodowych sądów arbitrażowych ds. wymiany nauk, tak jak istniały międzynarodowe sądy arbitrażowe ds. Żeglugi Morskiej i Śródlądowej (m.in. Czechosłowacji, NRD i Polski) czy Międzynarodowe Izby Arbitrażowej Bawełny i Wełny. Polska uczestniczyła w konwencji europejskiej o międzynarodowym arbitrażu handlowym podpisanej w Genewie 21 kwietnia 1961 r. W 1957 r. ukazał się w Paryżu angielsko-francuski zbiór ustawodawstwa arbitrażowego europejskich i amerykańskich państwa NATO pt. Arbitrage International Commercial. W USA Amerykańskie Stowarzyszenie Arbitrażu, American’Arbitration Association publikuje od 1927 r. rocznik Yearbook of Commercial Arbitration.
Państwa członkowskie RWPG podpisały 26 maja 1972 r. w Moskwie konwencję o rozstrzyganiu w drodze arbitrażu sporów cywilnoprawnych, wynikających ze stosunków współpracy gospodarczej i naukowo-technicznej.